# Liste des députés européens de Chypre de la 9e législature

Cet article présente la liste des députés européens de Chypre élus lors des élections européennes de 2019 à Chypre.

## Députés européens élus en 2019
| Nom                   | Parti | Parti                                | Groupe parlementaire européen |
| --------------------- | ----- | ------------------------------------ | ----------------------------- |
| Leftéris Christofórou |       | Rassemblement démocrate              | PPE                           |
| Loukás Fourlás        |       | Rassemblement démocrate              | PPE                           |
| Giórgos Georgíou      |       | Parti progressiste des travailleurs  | GUE/NGL                       |
| Niyazi Kızılyürek     |       | Parti progressiste des travailleurs  | GUE/NGL                       |
| Kóstas Mavrídis       |       | Parti démocrate                      | S&D                           |
| Dimítris Papadákis    |       | Mouvement pour la démocratie sociale | S&D                           |

## Entrants et sortants
| Entrant       | Parti                   | Groupe | En remplacement de    | Date            | Motif                                       |
| ------------- | ----------------------- | ------ | --------------------- | --------------- | ------------------------------------------- |
| Eléni Stávrou | Rassemblement démocrate | PPE    | Leftéris Christofórou | 2 novembre 2022 | Nomination à la Cour des comptes européenne |

## Changement d'affiliation
| Membre | Parti  | Parti   | Groupe | Groupe  | Date |
| Membre | Ancien | Nouveau | Ancien | Nouveau | Date |
| ------ | ------ | ------- | ------ | ------- | ---- |